# Magyarország nemzetiségei

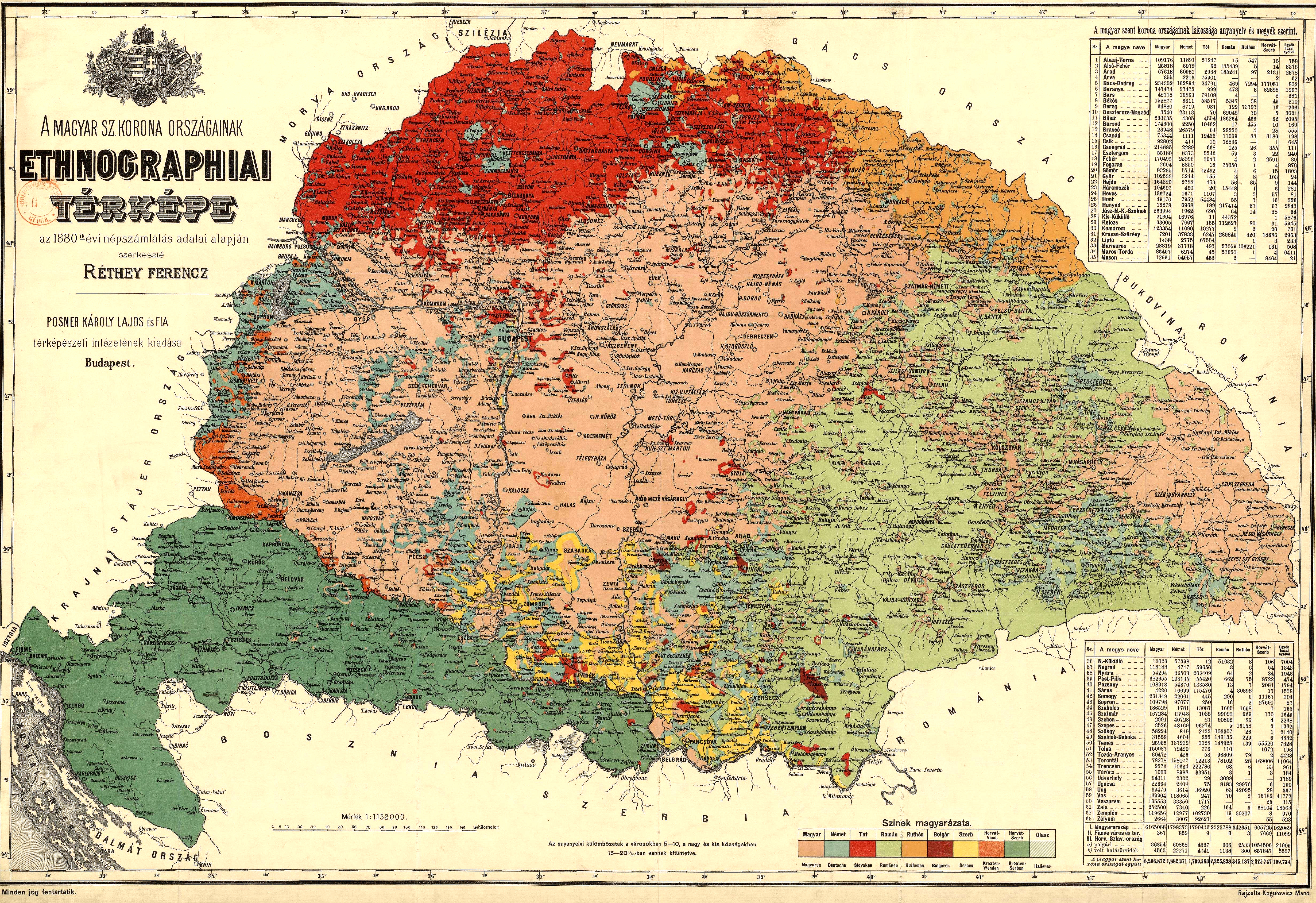
A magyar Szent Korona országainak ethnográphiai térképe az 1880-ik évi népszámlálás adatai alapján. Budapest 1886

A 2023. évi magyarországi népszámlálás adatai szerint 644 524 fő, vagyis a lakosság 6,5%-a vallotta magát valamelyik hivatalosan elismert nemzetiséghez tartozónak. Becslések szerint azonban a nemzetiségek (nemzeti és etnikai kisebbségek) tagjainak valódi létszáma ennél jóval magasabb: az ország 10 milliós népességének hozzávetőlegesen 8-10%-át teszi ki, igaz ennek is nagy része elsődlegesen a magyar nyelvet használó cigány.
Magyarországon 13, törvényben elismert, nemzetiség él, ezek között 2012. január 1-je előtt 12 nemzeti kisebbség, illetve egy etnikai kisebbség (a cigányok) volt, ezután a nemzetiségek jogairól szóló 2011. évi CLXXIX. törvény hatályba lépése miatt megszűnik a nemzeti, illetve az etnikai kisebbség fogalma, helyükbe egységesen a nemzetiség kifejezés lép. A népszámlálások, a kisebbségjogi intézmények csak ezen kisebbségek adatait, társadalmi mozgásait mérik és kisebbségi önkormányzatot csak ezek az etnikumok alakíthatnak, mivel ezek azok a népcsoportok, amelyek minimum egy évszázados itt-tartózkodást tudtak igazolni (történelmi kisebbségek).
Saját döntésük folytán nem tartozik a törvényben elismert nemzetiségek közé a zsidóság. Más, jelentősebb nemzeti kisebbségek is léteznek Magyarországon, amelyek nem teljesítik a nemzetiséggé nyilvánítás feltételeit, például az itt élő oroszok, arabok, kínaiak, kurdok, valamint egyes afrikai közösségek.
A Magyarországon élő és dolgozó külföldi származású lakosok száma a 2011-es 140 ezerről 2023-ra 226 ezerre növekedett. A legnagyobb arányban, 5,8 százalékban a fővárosban telepedtek le.

## Történetük

### Tatárjárás

Kunok

Magyarország első etnikai változása a tatárjárás után következett be. A tatárok főleg a Dunától keletre lévő területeket feldúlták, kifosztották és lemészárolták a lakosságot. IV. Béla befogadta a kunokat és a Duna–Tisza közén, Fejér vármegye dunántúli részén a Mezőföldön, a Tisza és Körös között, a Körös–Maros közén és a Temesközben telepítette le őket. Beilleszkedésük kezdetben nem volt zökkenőmentes, de idővel teljesen asszimilálódtak a magyarságba. Erdély szinte teljesen elnéptelenedett a támadás után, ezért a király nekifogott Erdély újjászervezéséhez. A székelyeket áttelepítették Erdély déli területeiről a keleti területeire, a későbbi főleg Csík, Udvarhely és Háromszék vármegyékbe. A székelyek elhagyott földjeiket a király a szászoknak adományozta. Így keletkeztek azok a szász telepek, melyek később a medgyesi és nagysinki székekbe szerveződtek. Később a 14. században a német beáramlás felerősödött dél-Erdélybe, ezáltal felerősödött a szász telepesek kiáramlása a szomszédos vármegyékbe.
A tatárjárás egyenes következménye volt a nagyméretű román bevándorlás is. A Kun uralom alól felszabaduló román pásztoroknak IV. Béla engedélyezte belső-Erdélybe, valamint az Alföld keleti szélére való letelepülésüket. A király a betelepülő románokat kedvezményekkel támogatta, az újonnan létrejövő román falvakat „szabad falvaknak” minősítette, és hosszú lejáratú adókedvezményben részesítette őket. Bevándorlásuk nem egyszerre zajlott le, a hegyvidéket is csak fokozatosan, több évszázadig tartó állandó beáramlással népesítették be. A magyarok a románokat oláhoknak kezdték nevezni.

### Török hódítás
1439-ben az Oszmán Birodalom elfoglalta Szerbiát. A szerbek a törökök elől északra menekülve Magyarországra kezdtek letelepedni, főleg Debrecen környékére és Arad vármegyében. A szerb beáramlás folytatódott Mátyás király és a Jagellók idején is. A főleg szerbekből álló határőrvédelmet ellátó katonaság kb. 50-200 ezer főből álló szerb parasztságot erőszakkal hajtottak át Magyarország területére. Ennek eredményeképp 1526-ig sorra szerb szórvány települések jöttek létre a Tisza–Maros közén Csongrádtól Zarándig. A mohácsi csata után a magyar állam nem volt képes megfelelően kezelni a menekülő szerb tömegeket. A délvidéki és dunántúli területek magyar lakossága a 16. században a török hódítás elől északabbra menekült. Ezzel párhuzamosan megkezdődött egy újabb nagyobb szerbek, valamint muzulmán és katolikus bosnyákokból álló beáramlási hullám a tizenöt éves háború idején. Pécstől, Kalocsától és Szegedtől délre lévő területeken a javukra változott az etnikai összetétel. A magyarok rácoknak kezdtél nevezték őket. A Szerémségben, illetve a Száva és Duna közé eső, keleti részében, ekkora már a szerbek voltak többségben. A 16. század végére Bácska déli és középső területeit már összefüggő szerb települések alkották.
Szlavóniában erősen megritkult a lakosság, a törökök igyekeztek új munkaerőt, adózókat telepíteni a területre, már a 16. század közepétől kezdődően. A törökök nagy számban telepítettek át ide horvátokat. Mindezek következtében a század végére egész Szlavóniát Horvátországnak kezdték hívni. A szlovének szintén a 16. században érkeztek Magyarország területére, őket a magyarok vendeknek kezdték nevezni. Számos szlovén kisebbség Nyugat-Magyarországon a a cisztercita rend és a Batthyány család birtokain telepedtek le. Felvidék északi és középső részeire szintén a 16. században indult meg szlovák beáramlás, de még csak szórványokban. Felvidék városainak nagy részét németek lakták többségében.

### 17. század

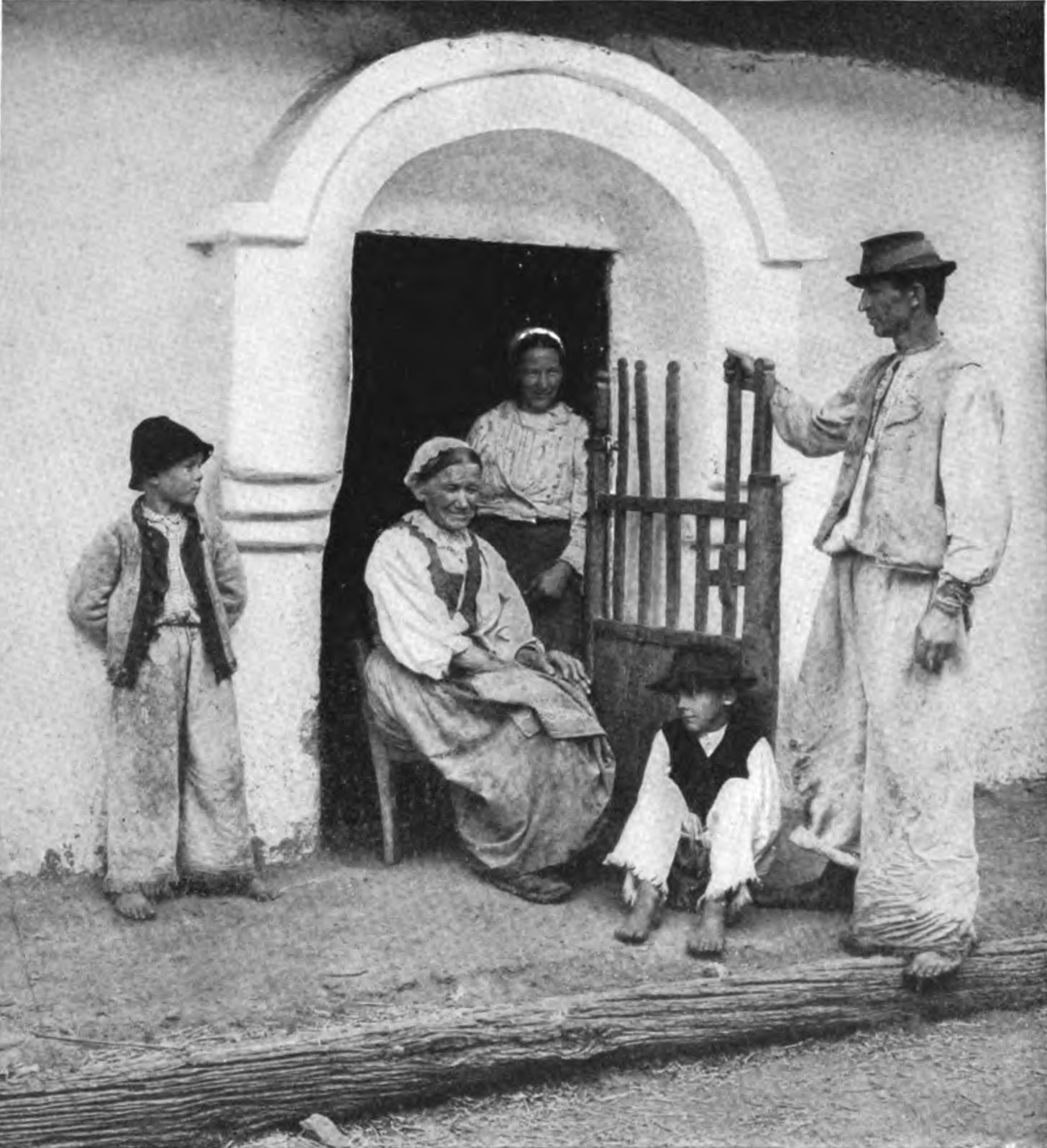
Szlovák család

Ebben a században is csak becslések vannak a népességről és az etnikumról. A királyi Magyarország sűrűbben, míg a hódoltsági terület és Erdély ritkábban lakott területek voltak. A felvidéki nagyobb városokba zömmel magyar etnikumú lakosság telepedet le, ezzel elmagyarosítva a korábban többségében németek lakta városokat. Kassára, főleg szegediek, míg Nagyszombatra, főleg budai és pesti magyar etnikumúak települtek át. Felvidéken már erőteljesebb lett a szlovák bevándorlás. Szepes vármegye városai elszlovákosodtak, mint pl. Korompa, Gölnicbánya és Nagyszalók. A század végére kialakult egy etnikai határ a magyarok és a szlovákok között Pozsony, Nagyszombat, Léva, Rimaszombat és Kassa vonalánál.
A törökök kiűzése után a délszláv népek beáramlása tovább folytatódott Magyarország déli részeire. A század végén két nagyobb hullám indult meg, az első hullámban a szerbek az ország belső területein elszórtan telepedtek le, főleg Fejér és Tolna vármegyékben és környékén. A második hullámban a karlócai béke után, kb. 100-200 ezer szerb vándorolt be Magyarországra a magas török adók elől. A jelentős részük az ország déli részein telepedtek le, ahol az új törökellenes védelmi rendszerben vettek részt, míg egy kisebb szerb csoport kb. 37 ezer fő Buda és Pest környéki területeken telepedtek le, ahol szerb többségű települések jöttek létre, mint pl. Szentendre, Budakalász és Pomáz. A Habsburgok támogatták a menekült szerbek déli határra történő telepítését a határőrvidék megszervezése miatt. Somogy vármegyébe visszatelepültek a korábban elmenekült magyar lakosság, ezzel a szerb lakosság Baranya vármegye déli részébe települt át. A század végére kialakult a magyar-szerb etnikai határ Pécs, Baja, Szabadka és Szeged vonalánál. Az innen délre eső területeken a Duna-Tisza közén a szerbek határozottan többségbe kerültek. A szerbek mellett érkeztek még katolikus bosnyákok, és kisebb számban horvátok és cigányok. A Bácskában jelentős bosnyák létszám alakult ki a szerbek mellett. A bosnyákokat a magyarok bunyevácoknak nevezték. Megjelentek az első komolyabb ellentétek a magyar, szerb és a bosnyák lakosság között az eltérő életmódjuk és vallásuk miatt.
Erdélyben a háborúk okozta pusztítások miatt továbbra is ritkán lakott terület volt. Folytatódott a folyamatos román bevándorlás, Szilágy vármegyében 106 faluból 46 falu lett román többségű, Szatmár vármegyében a falvak fele román többségű lett, Kolozs vármegyében 112 magyar faluból 55 lett román. Erdély vármegyéinek a többségére ez az arány lett az általános. Észak-Erdély 317 falujából 177 lett román többségű (56%). A románok mellett érkeztek, görögök, örmények, ukránok és Bethlen Gábor habánokat telepített be, főleg Gyulafehérvár és környékre. De nem csak bevándorlás, hanem kivándorlás is jellemezte Erdélyt ebben a században. A magas adók és a katonai szolgálat elől vegyesen magyar, román és szász falvak menekültek ki Moldovába és a Havasalföldre. Az elvándorlás főleg a perem vármegyéket érintette, ezek közül is főleg Hunyad, Fogaras és Brassó vármegyéket. A század második felére Erdélyben a magyarok aránya 45-50%, a románoké 30-40% és a szászoké 10-15% között volt.

### 18. század

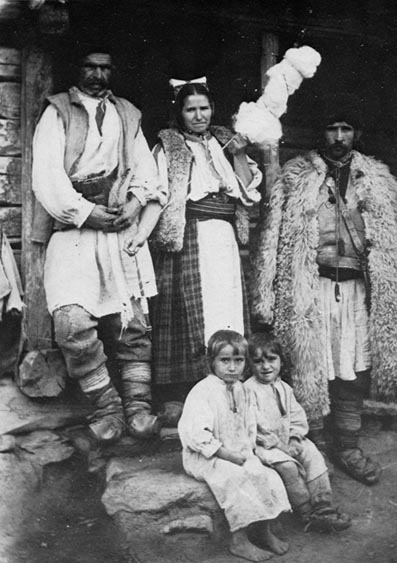
Erdélyi románok

Spontán migráció indult meg az ország perem területeiről a belső területek felé. Erdélyből a románok tömegei vándoroltak beljebb a Partiumba és a Temesközbe. I. Lipót császár támogatta ezt a belső vándorlást, mivel a mezőgazdaságra alkalmas belső területek elnéptelenedtek, ezért a mezőgazdasággal foglalkozó népességet le kellett telepíteni. Mivel a belső migráció nem volt elegendő, illetve lassú folyamat volt, ezért Kollonich Lipót bíboros javaslatára megindult a német lakosság betelepítése az országba. Főleg svábokat telepítettek be, a Bánságba és a Dunántúl déli részeire, Tolna, Somogy és Baranya vármegyékbe. A Bánság, Szerémség és Szlavónia lakossága, ekkora már szinte teljesen szerb, horvát és román nemzetiségű lett. A magyar ajkú lakosság ezekről a területekről szinte teljes egészében eltűnt. Claude Florimond de Mercy gróf a Bánság katonai kormányzója engedélyt kapott III. Károly magyar királytól a Bánság külföldiekkel történő betelepítéséhez. Mercy gróf német telepeseket és elzászi franciákat telepített be. A birtokos nemesség betelepítési akciókba fogtak, Dőry, Wallis, Zichy...stb., a nemességen belül a legnagyobb betelepítő Grassalkovich Antal volt, aki főleg németeket telepített be. A században három nagy német betelepítési hullám volt, főleg Svábföldről. A három hullám alatt kb. 150 ezer német érkezett az országba, főleg Bánságba, dél-Dunántúlra, Nyugat-Magyarország szélére, Buda és Pest környéki településekre. A század végére Tolnában és Baranyában a lakosság 67%-a, a Bácskában 44%-a volt német. A német etnikum zárt közösséget alkottak, és a kétnyelvűségük csupán a 19. század elején jelent meg, a második, harmadik generációtól.
1784-ben volt a Hóra-lázadás, az első vallási-etnikai alapú román parasztfelkelés az Erdélyi-középhegység területén. A magyar nemesség nem volt hajlandó Erdélyben életbe léptetni az Urbáriumot, ezért a román parasztság fellázadt. A lázadás alatt kb. 4000 fő erdélyi lakossal végeztek, főleg magyarokkal és szászokkal.
A század elején egy nagyobb cigány bevándorlási hullám elérte Magyarországot a Havasalföld felől. Először Mária Terézia kényszerítette letelepedésre a cigányokat, amit a hatóságok erőszakkal hajtottak végre. A cigányok fokozatosan áttértek a magyar nyelv használatára. Habsburg József főherceg rajongott a cigányokért, sok időt töltött velük és megtanult cigányul. A megismert cigányokat a saját birtokára telepítette le. A déli határőrvidéken katonáskodó szerb lakosság először követelt önálló szerb autonóm igazgatást maguknak, amit az 1791-es országgyűlés elutasított. II. Katalin orosz cárnő hívására tömegesen vándoroltak ki végül Oroszországba.
Az 1700-as évek végére a magyarság aránya 40-42%-ra esett vissza. Magyarország sok nemzetiségű országgá vált. A nemzetiségi ellentétek azonban még ekkor nem, majd csak a 19. században jelentek meg.

### 19. század

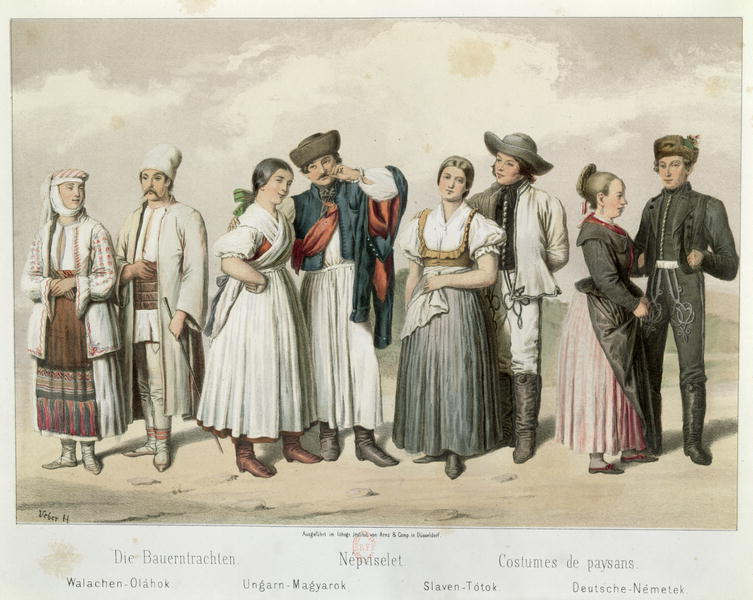
Román, magyar, szlovák és a német népviselet

Magyarországon az 1840-es években megindult a polgárosodás, ez magával hozta a nemzeti ébredés korát. Nem csak a magyarság, hanem a többi magyarországi nemzetiségek is, ekkor élték a nemzetté válás idejét. Az eddig többnyire békésen együtt élő népek között súlyos konfliktusokhoz vezetett. Megindult a népi kultúra értékeinek gyűjtése, kutatása. 1844-ben a latin helyett a magyar lett az államnyelv, magyarul folyt az egyházi szertartás, az oktatás és az ügyintézés is. A nemzetiségekkel az első komolyabb összeütközést ez hozta. A nemzetiségi nyelvek használatát sehol sem engedélyezték. Azonban a kisebbségek nem voltak hajlandó beletörődni ebbe. A magyar vezetés célja lett az egységes nemzetállam megvalósítása. Azt gondolták, hogy a jobbágyfelszabadítással a nemzetiségiek önként asszimilálódni fognak a magyarságba. Ez a folyamat csak a német és a zsidó lakosságban indult meg, a többi nemzetiségben nem. A nemzetiségek körében megjelent a kulturális elkülönülés, amit esetenként a Habsburg uralkodó is támogatott a magyarok gyengítése érdekében. Az 1848–49-es szabadságharcra a nemzetiségiek másképpen reagáltak. A szlovákok, szlovének, bosnyákok, ruszinok, cigányok és a németek, az erdélyi szászok kivételével a magyarok mellé álltak, míg a románok, szerbek és a horvátok a Habsburgokat támogatták. 1868-ban a horvátok egyedüli nemzetiségként autonómiát kaptak, saját nemességgel, országgyűléssel és kormánnyal rendelkeztek. 1856-ban a Havasalföldön eltörölték a rabszolgaságot, ezután újabb cigány bevándorlási hullám érte el Magyarországot. Az 1896-os felmérésben kb. 275 ezer cigányt tartottak számon.
Az 1867-es Kiegyezés után a Monarchia idején a francia és brit mintára megindult a magyarosítás. Első lépésként Eötvös József megalkotta az 1868-as Nemzetiségi törvényt. Csillapítsa a nemzetiségek feszültségét, a közigazgatásban és az oktatásban is lehetőséget biztosított a nemzetiségi nyelvek gyakorlására, ha az adott körzetben a nemzetiségi lakosok aránya elérte a 20%-ot. A gyakorlatban azonban a körzeteket általában úgy határozták meg, hogy a nemzetiségek aránya ne érje el a 20%-os küszöböt. A magyar vezetés, hogy megossza a nemzetiségeket, vagy elvágja őket az anyaországtól, új kisebbségeket alkotott meg, mint pl. vendek, muraköziek és sokácok. A század végén magyarosították a települések, dűlők, dombok, hegyek, folyók és egyéb helyek neveit, ami tovább fokozta a nemzetiségek ellenszenvét. Az erőszakos magyarosítás, valamint Szerbia és a Románia, akik támogatták az elszakadási törekvéseket a magyarosítás kudarcát mutatta, hogy 1900-ra Magyarország lakosságának csupán csak a 60%-a tudott magyarul. 1907-ben Apponyi Albert ennek arányának megváltoztatására elfogadták az új iskoláztatási törvényt a Lex Apponyit. Ettől kezdve az alapfokú tanintézményekben is tanították a magyar nyelvet, és a magyar tanárok igyekeztek kinevelni a gyerekekből a nemzetiségi tudatot. A törvény miatt többen bírálták Apponyit, többek között Tisza István is, aki szerint ezzel a nemzetiségiek csak még nagyobb gyűlölői lesznek a magyarságnak.

### I. Világháború

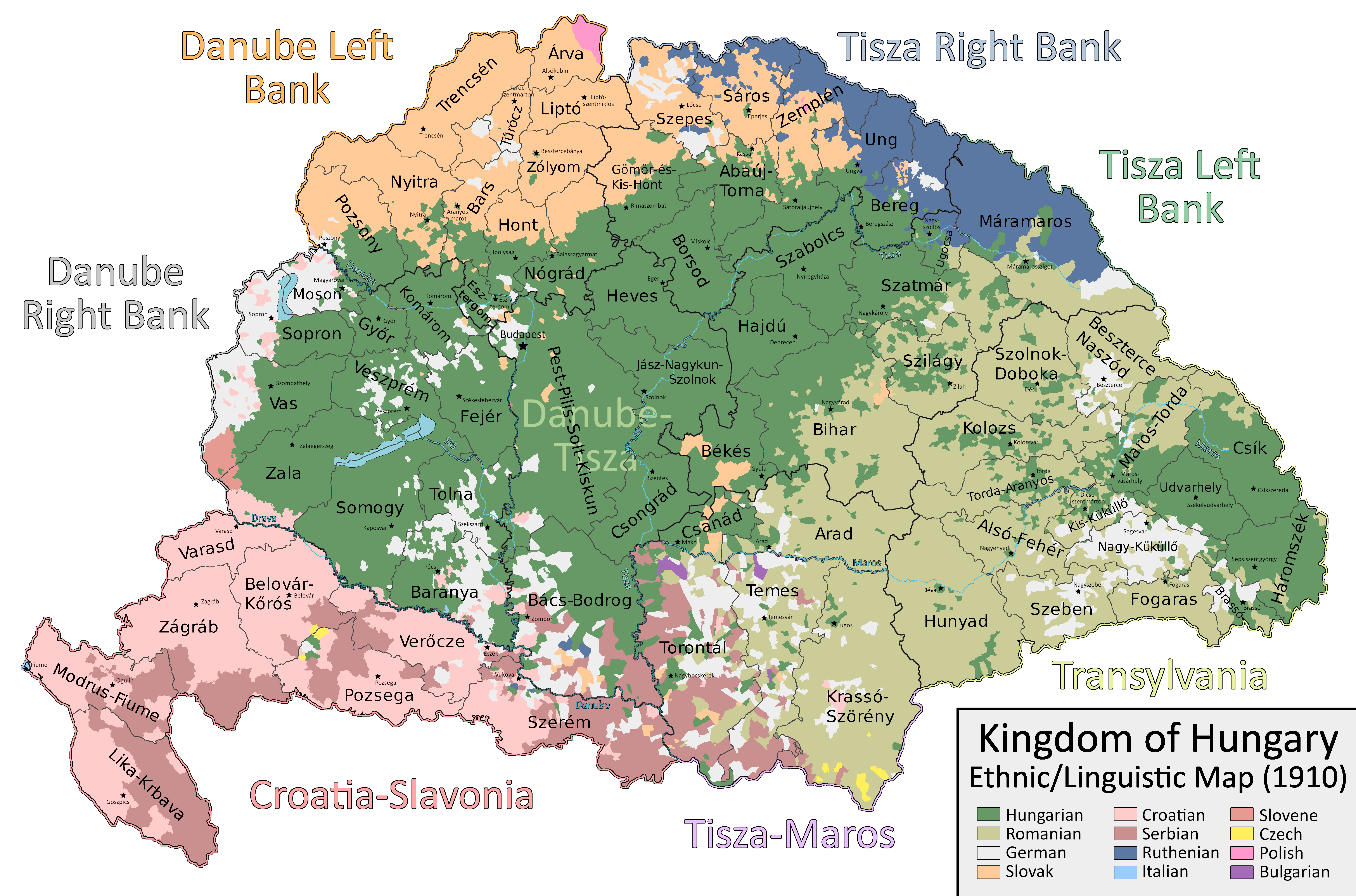
Magyar Királyság etnikai térképe

Az emigrációban élő és külföldre menekült nemzetiségi politikusok egyre-másra fogalmazták meg a Monarchia szétzúzásának, önálló délszláv és Csehszlovák állam létrehozásának kívánságát. Az Antantnak ekkor még nem volt szándékában a Monarchiát feldarabolni, ezen szándéka csak egy évvel később 1918-ban ismertette. 1918 októberében sorra  alakultak meg a csehszlovák, horvát, szerb, román és magyar nemzeti tanácsok. 1918. október 28-án a Prágai Nemzeti Tanács elfogadta a Monarchiától való elszakadást és Csehszlovákia megalakulást. Október 29-én a horvát Szábor kimondta Horvátország függetlenségét a Monarchiától. A francia balkáni hadtest parancsnoka Fernand Vix utasította a magyar kormányt, hogy a Pécs - Baja - Szeged - Arad - Déva vonaltól délre, valamint a Gyulafehérvár - Marosvásárhely - Beszterce vonalától keletre lévő területekről vonja ki a magyar csapatokat. A Károlyi-kormány elfogadta a követelést, mivel ezt átmeneti megoldásként fogta fel. A szerződés aláírását követő napokban a szerb–francia, illetve a román haderő gyorsan bevonult ezekre a területekre. A magyar kormány meg akart egyezni a nemzetiségi tanácsokkal, de a román tanács kijelentette, hogy addig nem hajlandó semmiről tárgyalni, amíg a magyar kormány a 26 keleti vármegye irányítását nem ruházza át a román nemzeti tanács irányítása alá. A magyar kormány erre nem volt hajlandó, és egy köztes megoldást ajánlott, amit a románok elutasítottak és december 1-jén a románok kimondták az egyesülésüket a Román királysággal. A következő nap a román hadsereg átlépte a demarkációs vonalat és az ország belseje felé kezdett nyomulni. Milan Hodža szlovák vezető a magyar - szlovák etnikai határnál javasolta meghúzni az új határokat, de más szlovák vezetők ezt elutasították és délebbre a Duna vonaláig akarták meghúzni a határt. A szerbekkel nem került sor tárgyalásra, mivel a szerbek azonnal kijelentették csatlakozásukat Szerbiához. Magyarország felé csak a német (szászok kivételével) és a ruszin nemzetiségiek voltak lojálisak. 1919 január 8-án az erdélyi szászok a román királysághoz való csatlakozás mellett döntöttek. Az I. világháború után az eddigi nemzetiségi politikát és vele együtt az erőszakos magyarosítást felszámolták. Teleki-kormány nemzetiségpolitikai toleranciát hirdetett. Eltörölték a kötelező magyar nyelven való oktatást, de területi autonómiákat nem adtak a nemzetiségieknek. A Trianoni békeszerződés aláírása után, Magyarország nemzetállam lett. Egyetlen jelentősebb nemzetiség maradt, a mintegy félmillió fős német (sváb) kisebbség.

### II. Világháború

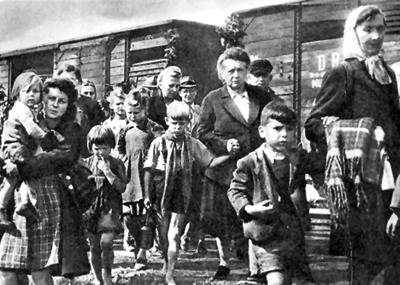
Kitelepített németek

A Bécsi döntések, valamint a Kárpátalja és a délvidék megszállása után jelentős kisebbsége lett Magyarországon, főleg románok, szerbek és ukránok. kb. 1 millió román, kb. 400 ezer elukránosodott ruszin és kb. 240 ezer szerb lakos került Magyarországhoz. Dél-Erdélyből kb. 190 ezer magyar menekült át a visszacsatolt Észak-Erdélybe, míg Észak-Erdélyből kb. 210 ezer román menekült át Dél-Erdélybe. A délvidéki szerb lakosság egy része ellenállt a magyar hadseregnek, ezért a szerbek közül kb. 3-4 ezer főt kivégeztek. A magyar hatóság megkezdte a szerb lakosság internálását. A szerbek helyére bukovinai székelyeket telepítettek. 1944-ben a szovjet hadsereg és a jugoszláv partizáncsapatok visszafoglalták a délvidéket, majd megtorlásképp a szerbek kb. 40 ezer magyart mészároltak le. A háború alatt kb. 600 ezer magyarországi zsidót, és kb. 50 ezer cigányt végeztek ki. A 861 ezer fős zsidóság a háború végére 100 ezer alá csökkent.
A II. Világháborúban a szovjet csapatok elől a Volksbund tömegével evakuálta a sváb németeket Ausztriába. A magyarországi németek 5-10%-a kb. 20 ezer fő hagyta el ekkor az országot. Később a kb. 20 ezer magyarországi németből kb. 8 ezer visszatért, míg kb. 12 ezer német végleg Ausztriában telepedett le. A háború után a Szövetségesek visszaállították a trianoni határokat, ezzel elveszítve a jelentős számú nemzetiségeket, majd megindult a magyarországi szlovákok és a magyarországi németek kitelepítése. A szlovák – magyar lakosságcsere, Magyarországon önkéntességen alapult, 73 ezer szlovákiai magyar költözött át Szlovákiába önként, azonban Szlovákiában a kitelepítés kényszerrel folyt, 100 ezer magyart telepítettek át Magyarországra. Az Ideiglenes Nemzeti Kormány szovjet nyomásra kezdeményezte a németek kitelepítését az országból. A kitelepítést Nagy Imre belügyminiszter és Antal József újjáépítési miniszter vezényelték le. Kb. 200-220 ezer német nemzetiségit telepítettek ki a romokban lévő Németországba. A kitelepítések végétől Magyarországon csak néhány tízezres nagyságú kisebbségek maradtak.

## Létszámuk
Az egyes nemzetiségek és etnikumok létszáma a 2011-es népszámlálás adatai szerint (saját bevallásuk alapján):
- 315 583 – cigányok
- 185 696 – németek
- 35 641 – románok
- 35 208 – szlovákok
- 26 774 – horvátok
- 10 038 – szerbek
- 7 396 – ukránok
- 7 001 – lengyelek
- 6 272 – bolgárok
- 4 642 – görögök
- 3 882 – ruszinok
- 3 571 – örmények
- 2 820 – szlovének
- 124 211 – hivatalosan el nem ismert kisebbséghez tartozó (például zsidók, kínaiak, oroszok stb.)[10]

Nemzetiségiek és etnikumok számának alakulása (1949–2011):

| Év                       | Német   | Szlovák | Szerb  | Horvát | Szlovén | Román  | Cigány  |
| ------------------------ | ------- | ------- | ------ | ------ | ------- | ------ | ------- |
| 1949                     | 22 455  | 25 988  | 5 185  | 20 123 | 4 473   | 14 713 | n.a.    |
| 1960                     | 50 765  | 30 690  | 4 583  | 33 014 | n.a.    | 10 502 | n.a.    |
| 1970                     | 35 594  | 21 176  | 12 235 | 14 609 | 4 205   | 8 640  | 325 000 |
| 1980                     | 31 231  | 16 054  | n.a.   | 20 030 | 7 139   | n.a.   | 380 000 |
| 1980 (Tanácsi minősítés) | 65 969  | 34 601  | n.a.   | 27 650 | n.a.    | 8 416  | n.a.    |
| 1990                     | 30 824  | 10 459  | 2 905  | 13 570 | 1 930   | 10 740 | 142 683 |
| 2001                     | 62 233  | 17 692  | 3 816  | 15 620 | 3 040   | 7 995  | 190 046 |
| 2011                     | 200 000 | 35 208  | 10 038 | 26 774 | 2 820   | 35 641 | 315 583 |

Hangsúlyozni kell, hogy az önmeghatározáson alapuló adatok nem a tényleges arányokat vagy az asszimiláció valóságos hullámzását tükrözik, hanem az adott nemzetiségnek a politikától függő önértékelését az aktuális társadalmi miliőben.
Az ukrán, lengyel, görög, bolgár, ruszin és örmény nemzetiség a fenti táblázatban nem szerepel, mivel ezeket csak 1991-ben ismerték el hivatalosan, így a korábbi népszámlálásokon még nem kérdeztek rájuk.

## Vallásuk
A 2011-es népszámlálás szerint a különböző vallási csoportok aránya így oszlott meg az egyes nemzetiségek esetében:

| Nemzetiség | Katolikus | Református | Ortodox | Egyéb keresztény | Muszlim | Buddhista | Zsidó | Felekezeten kívüli | Ateista | Nem válaszolt |
| ---------- | --------- | ---------- | ------- | ---------------- | ------- | --------- | ----- | ------------------ | ------- | ------------- |
| bolgár     | 26%       | 7%         | 16%     | 3%               |         |           |       | 21%                | 4%      | 21%           |
| cigány     | 45%       | 6%         |         | 8%               |         |           |       | 23%                | 1%      | 16%           |
| görög      | 17%       | 2%         | 19%     | 2%               |         |           |       | 24%                | 7%      | 25%           |
| horvát     | 59%       | 4%         | 1%      | 2%               |         |           |       | 12%                | 5%      | 15%           |
| lengyel    | 56%       | 4%         |         | 3%               |         |           |       | 13%                | 4%      | 17%           |
| német      | 56%       | 6%         |         | 7%               |         |           |       | 13%                | 3%      | 15%           |
| örmény     | 43%       | 9%         | 1%      | 9%               |         | 1%        |       | 13%                | 4%      | 16%           |
| románok    | 34%       | 29%        | 6%      | 7%               |         |           |       | 9%                 | 1%      | 14%           |
| ruszinok   | 50%       | 5%         | 2%      | 4%               |         |           | 2%    | 13%                | 4%      | 18%           |
| szerbek    | 28%       | 5%         | 29%     | 2%               |         |           |       | 13%                | 4%      | 16%           |
| szlovákok  | 53%       | 4%         |         | 21%              |         |           |       | 9%                 | 3%      | 11%           |
| szlovének  | 42%       | 4%         | 1%      | 7%               |         | 2%        |       | 13%                | 7%      | 18%           |
| ukránok    | 29%       | 11%        | 8%      | 2%               |         |           |       | 12%                | 2%      | 16%           |
| arabok     | 7%        | 1%         | 2%      | 3%               | 44%     |           | 1%    | 14%                | 3%      | 24%           |
| kínaiak    | 3%        | 2%         |         | 2%               |         | 6%        |       | 36%                | 5%      | 44%           |
| oroszok    | 16%       | 4%         | 16%     | 3%               |         |           | 1%    | 25%                | 8%      | 23%           |
| vietnámiak | 3%        | 1%         |         | 2%               |         | 12%       |       | 43%                | 3%      | 35%           |

## Elismert nemzetiségek

### Cigányok
Magyarországon korábban egy hivatalosan elismert etnikai kisebbség létezett, a cigányok. A 2011-es nemzetiségi törvény szerint azonban a cigányok Magyarországon elismert nemzetiség, és nemzetiségi jogokkal bír. 2011. évi CLXXIX. törvény a nemzetiségek jogairól Tulajdonképpen a „cigány” fogalom több népcsoportot is maga mögött takar, amelyek a magyar nemzeti kultúrához egyféleképpen vagy legalábbis hasonlóan viszonyulnak. A szociológia meghatározása szerint „cigány” az, akit környezete (leginkább a „nem cigányok”) annak tartanak.
A cigányokat számos különböző csoport alkotja, amelyeknek kultúrája jelentősen eltér egymástól. A magyarországi cigányok azoktól az önmagukat romáknak nevező és cigány nyelven beszélő népcsoportoktól származnak, amelyek a középkorban érkeztek a balkáni országokba és Magyarországra. A cigányok egy része ma is romának vallja magát, például a magyar cigányok (romungrók) és az oláhcigányok hagyományos közösségeihez tartozók. Emellett kialakulóban van a modern cigány nemzet fogalma is.
A magyarországi cigányok legnagyobb része magyar anyanyelvű. A cigány nyelv ismerete ma csak a cigányok kisebb részére jellemző, elsősorban az aprófalvas felépítésű dél-dunántúli megyékben, valamint Szabolcs-Szatmár-Bereg és Nógrád vármegyében. (A cigányok kb. 5%-a vallja anyanyelvének és mintegy 20-25%-uk, elsősorban az oláhcigányok beszélik.)
Lásd még:
- A magyarországi cigányok életkörülményei
- Cigányok (A cigány kultúra és történelem általában és Magyarországon kívül)

### Németek
A legnagyobb létszámban élő nemzeti kisebbség a németeké. A mai Magyarország területének hagyományos német népcsoportjait összefoglaló néven „sváboknak” is nevezik (lásd: dunai svábok). Ez azonban nem mindig van összefüggésben az egyes közösségek valódi származásával, amelyek nemcsak sváb, hanem jelentős részben bajor, osztrák, valamint pfalzi, hesseni, németalföldi és elzászi eredetűek. A különböző származású németajkú csoportok, különösen a városlakók többnyire keveredtek egymással és a történelmi Magyarország nem sváb németségével is (erdélyi szászok és cipszerek /Szepesség/), illetve a 19. századtól a többségük asszimilálódott, magyarrá vált.
A németek ma legnagyobb számban Baranya vármegyében (a megye szinte valamennyi körzetében, de főként a keleti felén) élnek. Itt találhatók szinte teljesen németek által lakott falvak is (Óbánya, Ófalu). Ezt követi Tolna vármegye német ajkú lakossága, amely a Mecsek északi lejtőin és a Sió-parti falvakban található meg nagy számban. A harmadik legtöbb német Bács-Kiskun vármegyében koncentrálódva, a Kalocsától délre eső vidék településein él (Hajós, Érsekhalma).
A Magyarországi Németek Általános Művelődési Központja, az egyik legfontosabb és legelismertebb oktatási intézményük Baján található. Hivatásos színházuk Deutsche Bühne Ungarn/Magyarországi Német Színház Szekszárdon működik.
Még jelentős Budapest környékének német lakossága. Itt említendő meg Budaörs, Solymár, Pilisvörösvár és Csolnok jelentősebb számú német nemzetiségű lakosa is. Budapesten Soroksáron (XXIII. ker.) élnek nagy számban svábok, a szomszédos Pesterzsébeten (XX.) működik a Német Nemzetiségi Gimnázium (Deutsches Nationalitätengymnasium), de a Tamási Áron Gimnáziumban Budán is van nemzetiségi oktatás.
Pár nemzetiségi községet tudhat magáénak továbbá Komárom-Esztergom, Veszprém, Fejér, Somogy, Vas és Békés vármegye is.

### Szlovákok
A németeket számban követő nemzetiség, a szlovákság, alapvetően három nagyobb területen él. A békési területek szlováksága mellett megemlítendő a Pilis néhány szlovák falva (Pilisszántó, Piliscsév, Kesztölc), illetve a Nógrád vármegyében elszórtan élő szlovákság.

### Horvátok
Nem sokkal marad el a horvát nemzetiség sem a szlovákoktól. Az ő lakhelyük leginkább a Horvátországgal szomszédos határmenti övezetek, de találhatók horvát falvak az Alpokalja egyes részein, Mosonmagyaróvár és Sopron mellett is, ők a gradistyei horvátok.
Fontos kulturális intézményük a Pécsi Horvát Színház.

### Románok
A románok 35 000 főnyi nemzetisége a román határ mellett, főként Gyula környékén él, illetve Budapesten is él egy néhány ezer fős román kisebbség. Többségi településük Méhkerék és Bedő.

### Ukránok
A ruszinokkal azonos etnikum önmagát ukránnak valló része. Részben az Ukrajnával határos területek lakói, de nagyobb részük az országban szétszórtan él, főként a fővárosban. Az ukránokat Magyarországon csak 1991-ben ismerték el hivatalosan nemzetiségként.

### Ruszinok
A ruszinokat Magyarországon csak 1991-ben ismerték el hivatalosan nemzetiségként. Létszámuk ma az önmagukat ukránnak vallókkal együtt kb. 4000 fő. Főleg Borsod-Abaúj-Zemplén vármegyében élnek.

### Szerbek
A szerbek a Duna-menti településeken, leginkább Budapesten, valamint Szentendre, Szeged, Pécs és Ráckeve környékén honosak. Az egyetlen magyarországi szerb többségű település Lórév.
Az alábbi településeken alakult 2006-ban szerb kisebbségi önkormányzat:
Lippó,
Mohács,
Pécs,
Villány,
Baja,
Hercegszántó,
Battonya,
Deszk,
Magyarcsanád,
Szeged,
Újszentiván,
Dunaújváros,
Rácalmás,
Székesfehérvár,
Budakalász,
Csobánka,
Érd,
Göd,
Lórév,
Pomáz,
Ráckeve,
Százhalombatta,
Szentendre,
Szigetcsép,
Tököl,
Medina

### Szlovének
A magyarországi szlovének a Vendvidéknek nevezett Szentgotthárd környéki területen élnek. Jellegzetes ízes nyelvjárásuk nagymértékben őrzi az archaikus szláv elemeket. Magyar elnevezésük a vend. Történelmük sok ponton összeköthető a magyarokéval. A magyarországi és muravidéki szlovénnek a vend nyelvnek nevezett szlovén dialektust beszélik. A vend egy sztenderdizáció révén önállósult a szlovéntól, de beszélői megőrizték szlovén identitásukat. A vend egyes politikai jellegtől átitatott tudománytalan állítások szerint nem szláv nyelv, ami természetesen nem igaz, viszont a vend vagy szlovén irodalmi nyelv használatának kérdése ma is komoly problémákat vett fel.
A szlovének az első világháborút követően megkísérelték az önállóság megszerzését is (Szlovenszka krajina, Mura Köztársaság).

### Lengyelek
A lengyeleket Magyarországon csak 1991-ben ismerték el hivatalosan nemzetiségként.

### Görögök
A görögöket Magyarországon csak 1991-ben ismerték el hivatalosan nemzetiségként.
1950-ben (Fejér megyében) egy falut Beloiannisz néven építettek Iváncsa akkori szántóföldjein, a görög polgárháborúban vesztes kommunista görög menekültek számára.

### Bolgárok
A bolgárokat Magyarországon csak 1991-ben ismerték el hivatalosan nemzetiségként. A magyarországi bolgárok legnagyobb része Budapesten, Miskolcon, Pécsen, valamint e városok környékén él.
Kulturális intézményük a Bolgár Kulturális és Tájékoztató Központ, Budapest, és a Malko Teatro.

### Örmények
Az örményeket Magyarországon csak 1991-ben ismerték el hivatalosan nemzetiségként. Nagy részük a fővárosban, kisebb részük pedig az ország egyéb térségeiben szórványosan él.

## El nem ismert nemzetiségek
Magyarországon számos törvényben el nem ismert nemzetiséghez tartozó ember is él, némelyik el nem ismert nemzetiség lélekszáma lényegesen meghaladhatja a kisebb elismert nemzetiségekét.
Egy részük évszázadok óta képviseli magát hazánkban, de nem akartak vagy nem tudtak megfelelni a törvényi elismerés követelményeinek. Így a magyarországi zsidó szervezetek (mindenekelőtt a Mazsihisz) ellenezték a törvényi elismerésre irányuló kezdeményezést; más népcsoportok pedig nem különíthetők el etnikailag egyértelműen (bunyevácok, hunok stb.), megint mások már oly régen érkeztek, hogy mára teljesen asszimilálódtak (olaszok).
Más részük az utóbbi évtizedekben érkezett jelentős létszámban Magyarországra. A szocializmus idején sokan érkeztek (illetve érkeznek ma is) államközi szerződés keretében tanulni Vietnamból, Jemenből, Szíriából, Mongóliából. A Magyarországot megszállva tartó szovjet haderők révén oroszajkú kisebbség is megtelepedett. A rendszerváltás után legszembetűnőbb a kínai bevándorlás volt, de a perzsák, arabok, törökök létszáma is megugrott.

### Zsidók
A legnépesebb törvényben el nem ismert nemzetiség a zsidóság, létszáma 50 000–200 000 főre tehető. 2005 októberében a Társaság a Magyarországi Zsidó Kisebbségért érvényes népi kezdeményezést nyújtott be az Országgyűléshez a zsidó nemzetiség elismerését kérve. A szervezetnek azonban nem sikerült összegyűjtenie az ehhez szükséges legalább ezer aláírást. Habár a törvényi elismerést politikai okokból elutasította, a legutóbbi népszámláláson – szemben a korábbi gyakorlattal – a Mazsihisz a zsidóság mind vallásként, mind nemzetiségként való megvallására buzdított.

### Kínaiak
Magyarországra a rendszerváltás idején érkezett jelentősebb számú kínai bevándorló, mivel 1992-ig Magyarországra – egyedüli európai országként – vízum nélkül utazhattak be a Kínai Népköztársaság állampolgárai. A kínai kolónia legnagyobb létszáma becslések szerint 50 000 fő volt, ami 1992 után fokozatosan 20 000 körülire csökkent.

### Arabok
Magyarországra a ma arab bevándorlóként azonosított emberek először a szocializmus idején érkeztek, ők államközi szerződés keretében tanulni érkeztek a keleti blokk által támogatott arab népességű országokból (főleg Szíria, Jemen, Líbia, Jordánia, Palesztin Autonómia), többségük orvos vagy mérnök. A rendszerváltás után érkezettek között több a vállalkozó (jellemző a vendéglátás, pénzváltás, mobiltelefon-kereskedés). A Magyarországon élő arabok létszáma 6000 főre tehető, több mint felük Szíriából vagy Egyiptomból származik, de valamennyi arab népességű állam képviselve van.

### Bunyevácok
A bunyevác egy délszláv népcsoport, melyek tagjait ma Magyarországon a horvátokhoz sorolják. Több kísérlet is volt a népcsoport törvényes nemzetiségként való elismertetésére, azonban ezt a magyar országgyűlés nem támogatta, a magyarországi horvátok pedig amiatt ellenzik, hogy megosztaná a horvát öntudatú kisebbséget (úgy, ahogy az Szerbiában állami segédlettel történik). Az önálló bunyevác nemzeti kisebbség egyik fő szószólója Obádovics Gyula matematikus.

### Jászok
A magyarországi jászok egy része úgyszintén külön nemzetiségnek vallja magát. Az Oszétiából származó népcsoport tagjai közt többször is felmerült a jász autonómia, valamint az iráni nyelvcsaládba tartozó jász nyelv feltámasztása.
Érdekesség, hogy a kipcsak-török eredetű kunok körében jóval kevésbé népszerű az „önállósodási” gondolat.

## Történelmi kisebbségek
Bizonyos nemzetiségek mára gyakorlatilag tökéletesen asszimilálódtak a magyarságba, ilyenek a keletről érkezett besenyők, böszörmények, kunok és jászok, vagy a nyugatról betelepített olaszok és franciák (vallonok, sokszor ezeket is olaszoknak nevezték).

### Olaszok
Jelenleg nincs megtelepedve számottevő olasz kisebbség Magyarországon, de korábban fontos szerepe volt az olasz betelepülőknek. IV. Béla a tatárjárás utáni újranépesítés részeként hívott olasz telepeseket, akiknek szerepe volt a tokaji szőlészet fejlesztésében, erről árulkodik Olaszliszka, Bodrogolaszi, Tállya neve. (Más települések megnevezése megtévesztő: Olasz, Olaszfalu esetén a francia (vallon) telepeseket nevezték tévesen olasznak.) Később Mátyás király idejében érkeztek ismét nagyobb számban olaszok. Ezek a telepesek azonban már régen asszimilálódtak.

## Az 1993-as nemzetiségi törvény
1993-ban a magyar országgyűlés elfogadta a Nemzetiségi törvényt (Nemzeti és Etnikai Kisebbségek jogairól szóló törvény). A törvény szerint a Magyarországon honos nemzeti és etnikai kisebbségek helyi és országos kisebbségi önkormányzatokat hozhatnak létre. A kisebbségi önkormányzatok választása az önkormányzati választások során történik.
A helyi kisebbségi önkormányzatok feladata a kisebbség ünnepeinek meghatározása, helyi kisebbségi média, közoktatás, hagyományápolás fenntartása, pályázatok, ösztöndíjak kiírása.
Az országos kisebbségi önkormányzat határozza meg a kisebbség országos ünnepeit. Feladata lehet továbbá színház, múzeum, könyvtár, művészeti és tudományos intézet, kiadó, közép- vagy felsőfokú oktatási intézmény, jogsegélyszolgálat üzemeltetése. A legfontosabb joga a kisebbséget érintő valamennyi jogszabály véleményezése, és az, hogy a kisebbség építészeti emlékeivel vagy a nemzetiségi oktatás törzsanyagával kapcsolatos törvényeket elfogadhatja, vagy visszaküldheti a parlamentnek.
Az önkormányzati rendszer leginkább a nagyvárosokban elszórtan élő nemzetiségieknek kedvez, mert megalapításához 10 000 lakos alatt 50 fő, felette 100 fő érvényes szavazata szükséges, amely a nem ritkán több, mint 100 000 fős választókörzetekben könnyebben összejön. Így tudható be, hogy több Magyarországon kis számban élő kisebbség (lengyel, örmény és ruszin) is aránylag sok önkormányzatot tudhat magáénak.
Emellett a hagyományosan nagy lélekszámú nemzetiségek (cigány, német, szlovák) sok kisebbségi önkormányzatot birtokolnak. A szlovének viszont, mivel a nemzetiség egy térségre koncentrálódik, arányaiban kevés önkormányzatot irányíthatnak.
| A kisebbségi önkormányzatok százalékos megoszlása (nemzetiségek szerint) |      |
| A nemzetiségek sorrendje a lakosságszám alapján                          |      |
| Cigány                                                                   | 55%  |
| Német                                                                    | 20%  |
| Szlovák                                                                  | 6%   |
| Horvát                                                                   | 6%   |
| Szerb                                                                    | 3%   |
| Lengyel                                                                  | 2%   |
| Örmény                                                                   | 2%   |
| Román                                                                    | 2%   |
| Bolgár                                                                   | 1%   |
| Görög                                                                    | 1%   |
| Szlovén                                                                  | 0,8% |
| Ruszin                                                                   | 0,8% |
| Ukrán                                                                    | 0,4% |

## Kisebbségi választások
2006 őszén az önkormányzati választásokon a kisebbségi szervezetek jelöltjeire összesen 580 997 szavazatot adtak le az állampolgárok. A mellékelt táblázat azt mutatja, hogy kisebbségek szerint hogyan oszlik meg a több mint félmilliós szavazat. A diagramon a legalább 9000 szavazatot kapott kisebbségek szerepelnek.
| A kisebbségi önkormányzatok jelöltjeire leadott szavazatok száma (nemzetiségek szerint) |         |
| Az OVB adatai alapján                                                                   |         |
| Cigány                                                                                  | 246 728 |
| Német                                                                                   | 130 301 |
| Szlovák                                                                                 | 124 329 |
| Horvát                                                                                  | 29 731  |
| Szerb                                                                                   | 4 840   |
| Lengyel                                                                                 | 9 690   |
| Örmény                                                                                  | 6 477   |
| Román                                                                                   | 9 427   |
| Görög                                                                                   | 5 422   |
| Bolgár                                                                                  | 3 342   |
| Szlovén                                                                                 | 2 624   |
| Ruszin                                                                                  | 6 364   |
| Ukrán                                                                                   | 1 722   |

## Próbálkozások újabb nemzetiségek elismertetésére
2005-ben 2381, magát magyarországi hunnak valló személy aláírásával nyújtottak be kezdeményezést az Országos Választási Bizottsághoz a hun kisebbség hivatalos elismertetése érdekében. A Magyar Tudományos Akadémia szakvéleménye szerint azonban nem feleltek meg a törvényi előírásoknak, az Országgyűlés emberi jogi, kisebbségi és vallásügyi bizottsága pedig még az érintettek képviselőinek meghallgatása után sem tartotta általános parlamenti vitára alkalmasnak az előterjesztést.
2005 októberében a Társaság a Magyarországi Zsidó Kisebbségért érvényes népi kezdeményezést nyújtott be az Országgyűléshez a zsidó nemzetiség elismerését kérve. 2006. július 3-ig azonban a szervezetnek nem sikerült összegyűjtenie az ehhez szükséges legalább ezer aláírást.
2006. december 18-án több mint ezer aláírás gyűlt össze a bunyevácok külön nemzetiségként való elismerésére. Ennek ellenére az Országgyűlés nem szavazta meg a bunyevác kisebbség elismerését. A bunyevácokat jelenleg a horvátok egyik népcsoportjának tekintik, habár az Osztrák–Magyar Monarchiában külön nemzetiségként tartották őket számon.
2008 óta a jászok körében is egyre gyakrabban fogalmazódik meg az igény arra, hogy önálló nemzetiségi státuszt kapjanak. Nemzettudatukat az oszét rokonnépet ért támadások felerősítették. A 2004-es beszláni terrortámadás, illetve a 2008-as dél-oszétiai háború a jász autonomisták szerint mind-mind tovább erősítették az oszétok, és a tőlük távolra szakadt jász testvérnép összetartozását.

## Külső hivatkozások
- 1993. évi LXXVII. törvény a nemzeti és etnikai kisebbségek jogairól (Online Jogszabályok Mindenkinek – Magyar Hivatalos Közlönykiadó)[halott link]
- Nemzetiségiek területi elhelyezkedése, Népszámlálási adatok -KSH
- Magyarországi ukránok
- Magyarországi németek
- Magyarországi szerbek
- Pejkovszka, P., A budapesti bolgár közösség történelmi, demográfiai jellemzői
- Peykovska, P., Demographic Indicators of the Ethnic and Cultural Identity within the Bulgarian Minority in Hungary in the Late 20th C.
- Kik vagyunk? Magyarországi nemzetiségek; kurátor Szabó Csaba, szerk. L. Balogh Béni, Majtényi György, Szabó Csaba; Magyar Nemzeti Levéltár, Bp., 2019